# Совет по аудиту и инспекциям (Республика Корея)
Совет по аудиту и инспекциям Республики Корея — надзорный и ревизионный орган Правительства Республики Корея, созданный с целью контроля расходов коллегиальных учреждений и улучшения административного функционирования.